# Queen of Katwe (Soundtrack)
Der Soundtrack zum Film Queen of Katwe stammt von Alex Heffes und weiteren Musikern und wurde am 23. September 2016 von Walt Disney Records veröffentlicht.

## Produktion
Die Filmmusik komponierte Alex Heffes., der zuvor daran arbeitete, der Musik zur Miniserie Roots authentische, afrikanische Klänge zu geben und einen jeweils passenden Sound für die einzelnen Figuren zu kreieren.
Alicia Keys, Carlo Montagnese und Billy Walsh schrieben für den Soundtrack das Lied Back To Life, das von Keys gesungen wird. Der Song beginnt als Pianoballade mit einigen Streichern,  wird dann zu einem höhergeschwindigen Popsong und erzählt davon, dass wir die kleine Stimme in unserem Kopf, die uns zweifeln lässt, zur Seite schieben und stattdessen die Welt elektrisieren sollen. Am Ende des Liedes erinnert dies an Keys letzte Single In Common, in dem sie ihre Stimme nach oben bewegt.

## Veröffentlichung
Der Soundtrack mit einer Gesamtlänge von 62:40 min wurde am 23. September 2016 von Walt Disney Records veröffentlicht.

## Rezeption
Scott Feinberg von The Hollywood Reporter erachtete bereits vor der Premiere des Films die Arbeit von Heffes als Oscar-würdig, obwohl zu diesem Zeitpunkt nur wenige Passagen der Filmmusik bekannt waren.

## Titelliste
1. #1 Spice – HAB and Young Cardamom
2. Sekem – MC Galaxy
3. Budo! – Alex Heffes
4. Tuli Kubigere – A Pass
5. Bomboclat – Jose Chameleone (feat. Weasel)
6. Brian, My Brother! – Alex Heffes
7. Skelewu – DaVido
8. Juicy – Radio And Weasel
9. It Is Fine – Alex Heffes
10. Engoma Yange – Nsubuga Saava Karim
11. Wuuyo – A Pass
12. Oswadde Nnyo – Afrigo Band and Moses Matovu
13. Mbilo Mbilo – Eddy Kenzo
14. Escape from Hospital – Alex Heffes
15. Nfunda N’omubi – Afrigo Band and Joanita Kawalya
16. Kiwani – Bobi Wine
17. The Promise of Harriet – Alex Heffes
18. Kyempulila – A Pass
19. Home Again – Michael Kiwanuka
20. Back to Life – Alicia Keys

Auf der Deluxe-Edition sind folgende 17 weiteren Lieder zu finden, die alle von Alex Heffes stammen.
1. Am I Ready?
2. We Have a Champion
3. New World
4. Phiona Wins Joseph
5. At the Threshold
6. Father Grimes – Commence Play!
7. Such Aggressiveness in a Girl Is a Treasure
8. You Make a Plan Mama
9. Is This Heaven?
10. Like Ghosts
11. Olympiad
12. The Water Takes Everything It Wants
13. Robert Katende, I Am Your Mother
14. School
15. Entering Rwabushenyi
16. You Belong Here
17. We Are Home

## Charterfolge und Singles
Bereits am 1. September 2016 wurde vorab das auf dem Soundtrack enthaltene Lied Back to Life von Alicia Keys als Single veröffentlicht.